# Triade sombre
En psychologie, la Triade sombre, ou Triade noire, est une théorie de la personnalité développée en premier lieu par Delroy L. Paulhus (en) et Kevin M. Williams en 2002, qui décrit un groupe de trois traits de la personnalité — le narcissisme, le machiavélisme et la psychopathie — tous aversifs,,, empiriquement distincts,, ces catégories diagnostiques ayant quelques facteurs en commun, :
- La personnalité narcissique (au sens clinique) est caractérisée par une mégalomanie exagérée, un manque d'empathie et de l'égoïsme. Certaines théories, comme celles de Heinz Kohut, l'associent à une protection de dommages faits sur soi, de faiblesse et de honte[8] ;
- La personnalité machiavélique est caractérisée par de la manipulation et l'exploitation des autres pour son propre intérêt sans se soucier d'aucune morale[9] ;
- La personnalité psychopathe est caractérisée par une recherche impulsive d'action, et par sa forme « primaire » d'égoïsme, de manque d'empathie et de remords.

Ces trois personnalités coïncident dans un style de manipulation pour le propre intérêt d'un individu et sont considérées comme aversives.
La triade lumineuse est la contrepartie de la triade sombre.

## Histoire
Des recherches sur les traits de la triade noire ont été effectuées en analysant l'histoire de leur théorisation. Le narcissisme a été théorisé en premier comme en témoignent les travaux de Sigmund Freud, la psychopathie et le machiavélisme sont des concepts plus récents. La psychopathie, comme le narcissisme, est un concept adopté en tant que psychopathologie. Le machiavélisme, cependant, est proposé comme un trait de personnalité. En 1998, McHoskey, Worzel, et Szyarto clament que le machiavélisme n'est rien de plus qu'une forme modérée de psychopathie : en dehors de leur sévérité relative, il n'existe aucune différence entre psychopathie et machiavélisme. Certains chercheurs proposent d'inclure le sadisme dans la Triade noire.